# Живота Милојковић
Живота Милојковић (1888 — 1947), новинар и политичар.

## Биографија
Рођен је у Петровцу на Млави и похађао је Пожаревачку гимназију.
У социјалдемократском покрету Србије учествовао је пре Првог светског рата.
Године 1919. је био један од оснивача Социјалистичке радничке партије Југосавије (комуниста), а 1920. године је постао члан Централног извршног одбора (Централни комитет) Комунистичке партије Југославије и уредник „Радничких новина“. На првим изборима на Народну скупштину Краљевине СХС био је изабран за народног посланика, на листи КПЈ.
Фебруара 1922. године на тзв „Видовданском процесу“ био је као комунистички посланик осуђен на две године затвора. После изласка из затвора наставио је са партијским радом. У току фракцијских борби у КПЈ припадао је водећем крајњег десног крила, због чега је крајем 1924. године био искључен из Комунистичке партије Југославије. Његови социјалдемократски ставови били су осуђени у Југословенској комисији на Петом проширеном пленуму Коминтерне.
Почетком 1925. године био је организовао Социјалистичку радничку групу „Уједињење“ преко које је сарађивао са неким члановима десне фракције у КПЈ. Био је уредник марксистичког часописа Борба 1923. године. Такође је био покренуо и уређивао лист „Радничко јединство“, који је излазио у периоду од 1925. до 1934. године.